# 後藤良造
後藤 良造（ごとう りょうぞう、1907年1月19日 - 1985年12月27日）は、日本の有機化学者。京都大学名誉教授。

## 経歴
福岡市に生まれる。1924年福岡県立中学修猷館、1928年第五高等学校理科甲類を経て、1931年京都帝国大学理学部化学科を卒業。京都帝国大学大学院を修了し、1938年理学博士の学位を受ける。
京都帝国大学において、講師を経て、1940年助教授となり、1952年有機化学研究室教授に就任。1965年京都大学理学部長に就任する。1970年退官し名誉教授となる。この間、日本学術会議会員、日本化学会副会長などを務めている。
1966年「有機化学の基礎反応に関する研究」により日本化学会賞。1977年勲二等瑞宝章。